# Логен (басейн на Глома)
Логен или Гудбрансдалслоген (на норвежки: Lågen, Gudbrandsdalslågen) е река в Южна Норвегия (фюлке Оплан), вливаща се в езерото Мьоса, от басейна на река Глома. Дължина 204 km (заедно с езерото Мьоса – 124 km и река Ворма – 30 km, общо 358 km), площ на водосборния басейн 11 459 km².

## Географска характеристика
Река Гудбрансдалслоген изтича от югоизточния ъгъл на езерото Лешаскугсватнет (от северозападният му ъгъл изитича река Рьоума, вливаща се в Ромсдалсфиорд на Норвежко море), разположено на 612 m н.в., в югозападното подножие на масива Доврефел в Скандинавските планини, в северозападната част на фюлке Оплан. По цялото си протежение тече в югоизточна посока по тясната и дълбока трогова долина Гудбрансдалс. В някои участъци течението ѝ е с бързеи, прагове и водопади. Влива се в северната част на езерото Мьоса, разположено на 123 m н.в., при град Лилехамер. От южния ъгъл на езерото изтича река Ворма (дължина 30 km) десен приток на Глома, от басейна на северно море.
Водосборният басейн на Гудбрансдалслоген обхваща площ от 11 459 km², а заедно с водосборните басейни на езерото Мьоса и река Ворма – 16 420 km². Речната ѝ мрежа е едностранно развита с по-дълги и пълноводни десни притоци. На изток водосборният басейн на Гудбрансдалслоген граничи с водосборните басейни на реките Фола, Атна, Имса, Оста и други по-малки, десни притоци на Глома, на запад – с водосборния басейн на река Драмселва, вливаща се в Северно море, а на северозапад и север – с водосборните басейни на реките Йостедалселва, Рьоума, Еура, Дрива и други по-малки, вливаща се в Норвежко море.
Основни притоци:
- леви – Йори, Фрюа, Вола, Тромса;
- десни – Лура, Ота (150 km, 3948 km²), Шуа (98 km, 1529 km²), Винстра (128 km, 1593 km²),

Гудбрансдалслоген има предимно снежно-дъждовно подхранване с ясно изразено пълноводие през пролетта и началото на лятото и зимно маловодие. В горното течение замръзва за няколко седмици, но не всяка година.

## Стопанско значение, селища
Част от водите ѝ се използват за производство на електроенергия (ВЕЦ Сьорфрум, Хундерфос), битово и промишлено водоснабдяване и за речен туризъм. Долината ѝ е гъста заселена, но населените места са предимно малки градчета и села. В устието ѝ е разположен големия зимен курорт град Лилехамер.